# Pfarrkirche Hatting

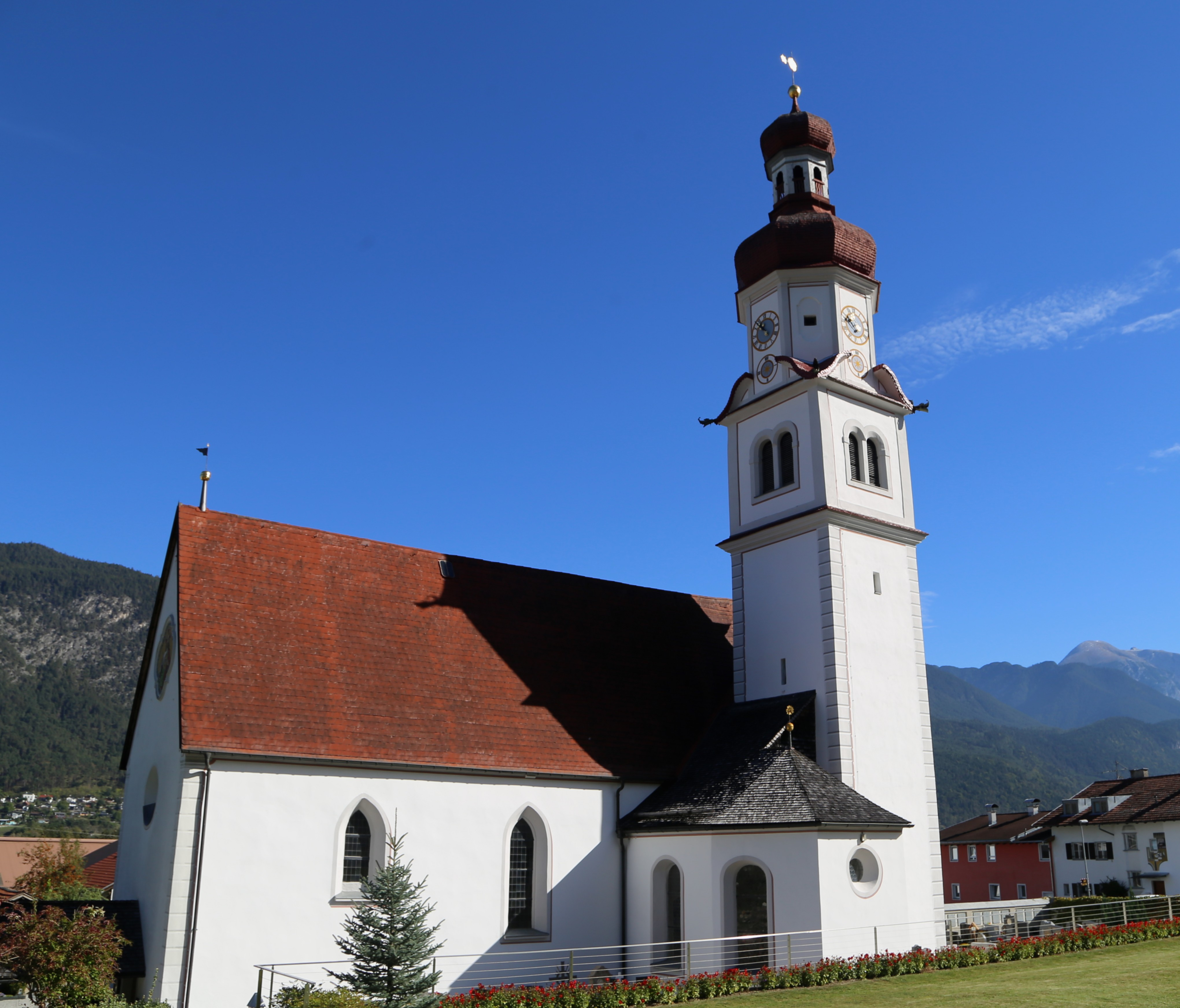
Pfarrkirche hl. Ägidius von Südwesten

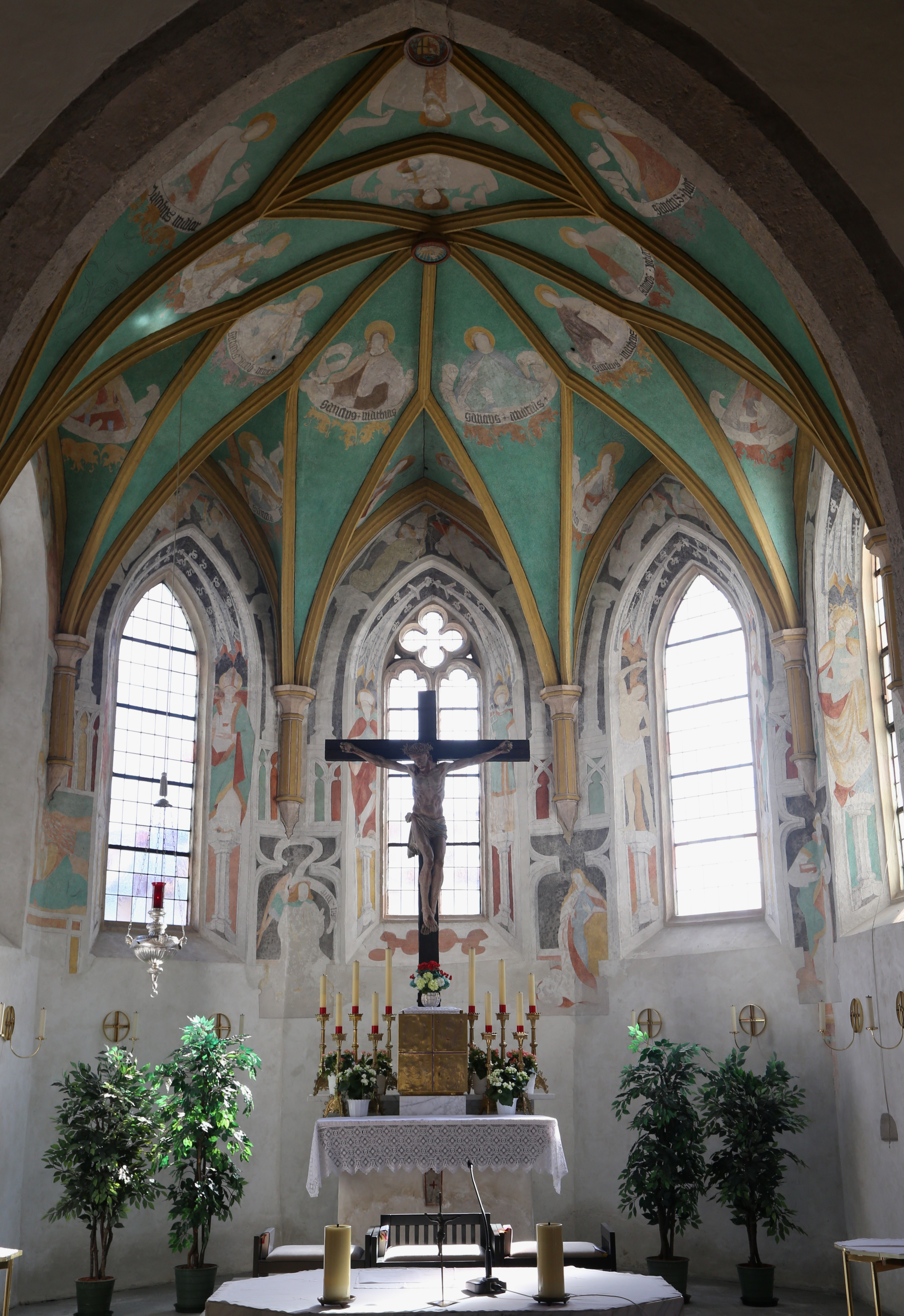
Chor

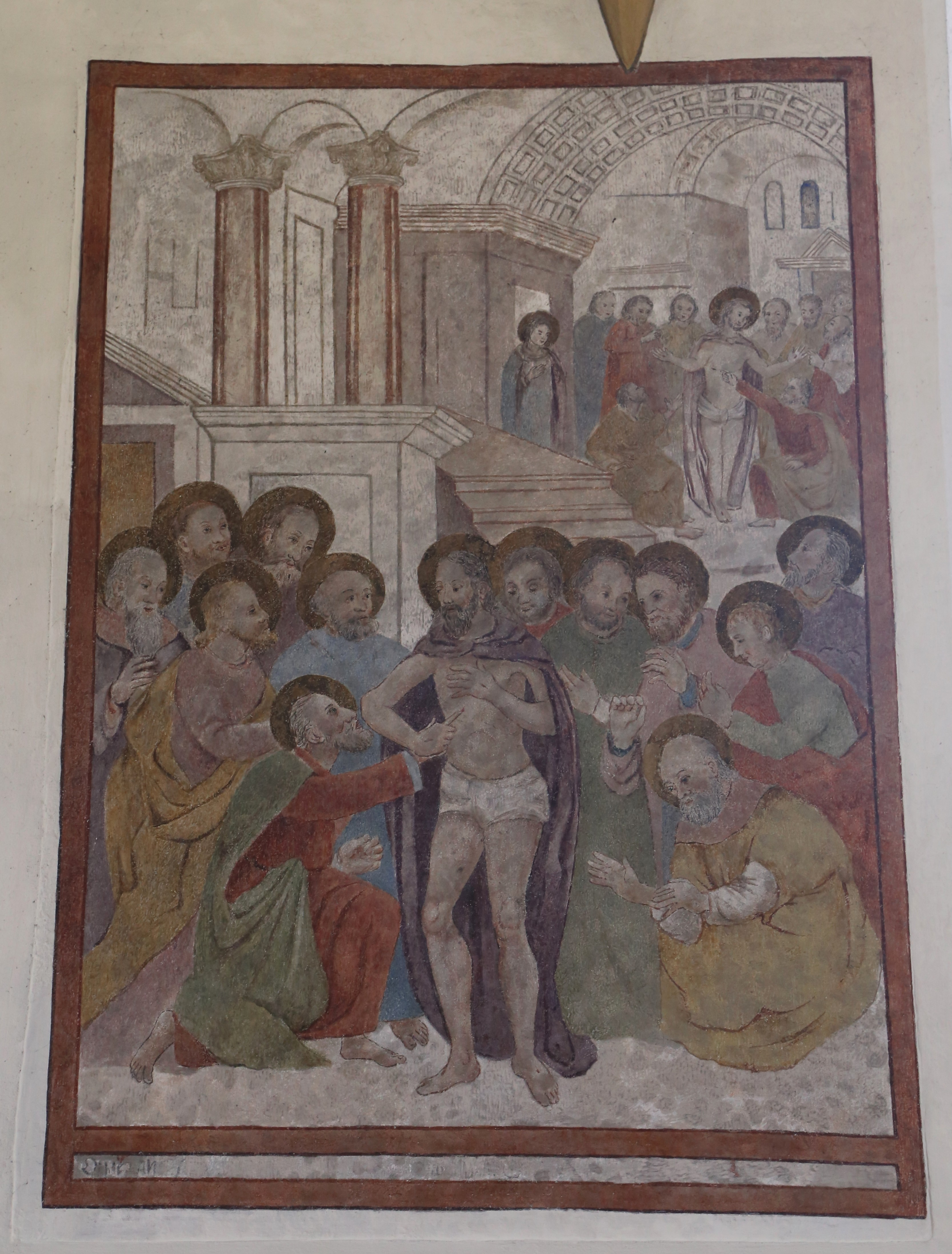
Fresko Ungläubiger Thomas an der Langhauswand

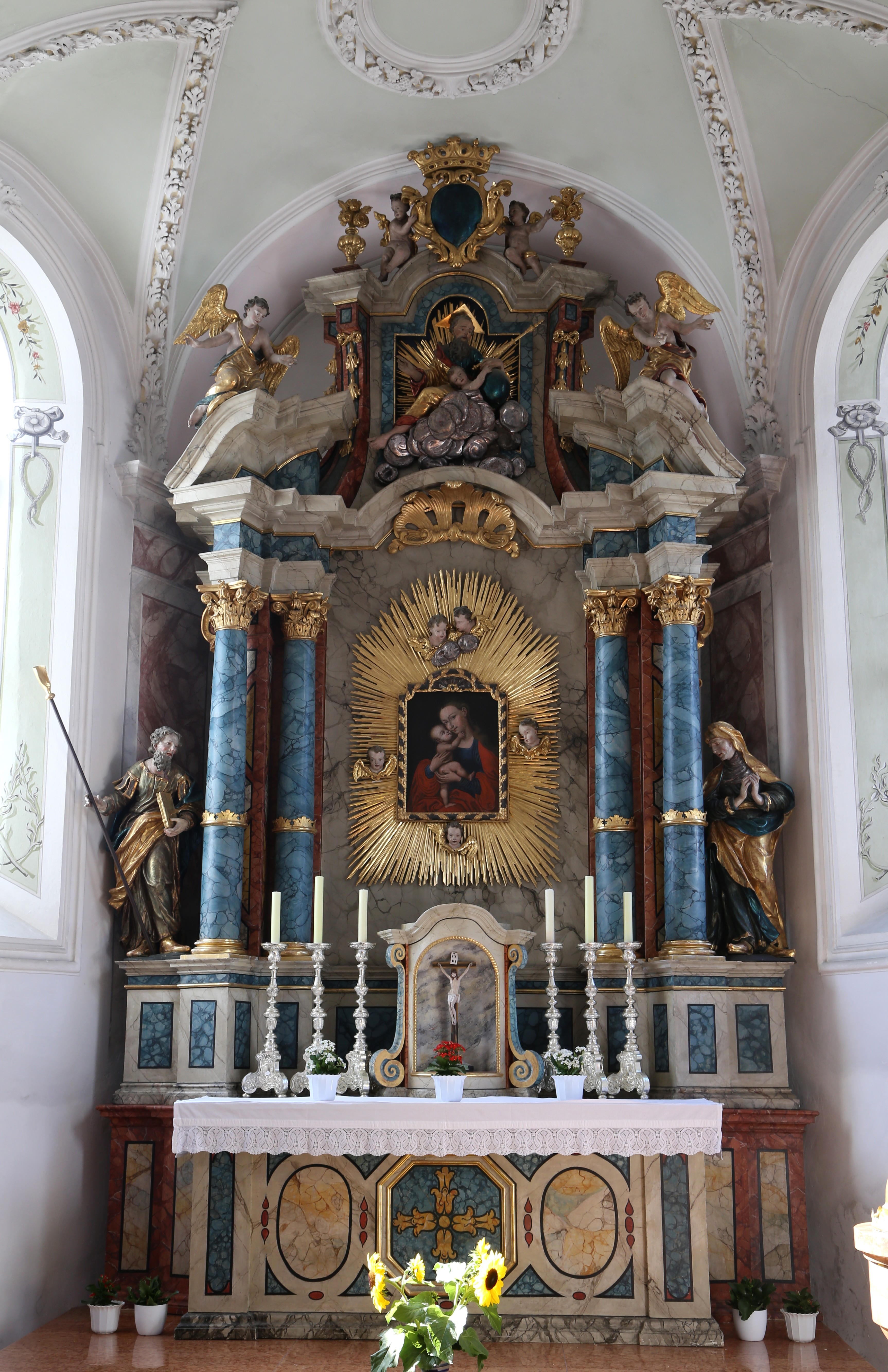
Seitenaltar mit Mariahilf-Bild

Die Pfarrkirche Hatting steht am südwestlichen Dorfrand in der Gemeinde Hatting im Bezirk Innsbruck-Land in Tirol. Die dem Patrozinium hl. Ägidius unterstellte römisch-katholische Pfarrkirche gehört zum Dekanat Telfs in der Diözese Innsbruck. Die Kirche und der Friedhof stehen unter Denkmalschutz (Listeneintrag).

## Geschichte
Urkundlich wurde 1359 eine Kirche genannt. Renovierungen waren 1875 und 1955 bis 1959. Die Kirche wurde 1966 zur Pfarrkirche erhoben. 

## Architektur
Der spätgotische Saalbau hat einen Südturm mit einer barocken Bekrönung. Der Chor mit einem polygonalen Schluss entstand im vierten Viertel des 15. Jahrhunderts. Das schlichte Langhaus wurde 1531 nach Westen verlängert. Das Kirchengebäude zeigt außen Dreiecklisenen und Sohlbankgesimse. Der Südturm steht am Übergang vom Langhaus zum Chor, das Glockengeschoß ist barock und hat rundbogige im Westen und Osten gekoppelte Schallfenster, über gesprengten geschweiften Giebeln folgt ein achteckiger Aufbau, und darüber eine Zwiebelhaube mit einer Laterne. Westlich des Turmes ist ein barocker Kapellenanbau am Langhaus aus 1725 mit Rundbogenfenstern. Südlich an der Apsis ist ein Kreisfenster und ein Korbbogenportal mit einem Mosaikmedaillon um 1900.
Das achtjochige Langhaus zeigt innen ein Stichkappentonnengewölbe auf spätgotischen Konsolen, die gotischen Gewölberippen wurden wohl in der ersten Hälfte des 18. Jahrhunderts entfernt. Das Langhaus hat nördlich drei und südlich zwei Spitzbogenfenster. Die dreiachsige Westempore ist spätgotisch kreuzgratunterwölbt auf Spitzbogenarkaden auf Achteckpfeilern, die Empore wurde im 19. Jahrhundert erweitert. Der Triumphbogen ist spitzbogig und abgefast. Der einjochige Chor mit einem Netzrippengewölbe auf Absenkern schließt mit einem Fünfachtelschluss. Der Chor wurde 1955 bis 1957 wiederhergestellt und die Spitzbogenfenster freigelegt. Das spätgotische Sakristeiportal ist spitzbogig mit einem zweifach gekehlten Profil mit einer Verstäbung und hat eine Eisenplattentür. Die südliche barocke Seitenkapelle ist segmentbogig zum Langhaus geöffnet, die einjochige Seitenkapelle mit einem Dreiseitschluss hat ein Tonnengewölbe mit Stichkappen und eine Wandgliederung mit Pilastern mit zarten Stukkaturen um 1725 mit Gebinden aus Akanthus, Früchten und Blumen.
Die spätgotische Ausmalungen des Chores aus 1500 wurde 1955/1957 freigelegt und zeigen an den Wänden Verkündigung, Abendmahl und Szenen aus dem Leben des hl. Ägidius, die Fenstergewände zeigen stehende Heilige unter gemalten Baldachinen, das Gewölbe zeigt Christus, die Zwölf Apostel und Heiligenbüsten. An den Langhauswänden befinden sich Gemälde aus dem 16. und 17. Jahrhundert, teils stark fragmentiert bzw. übermalt mit Krönung Mariens und Weltgericht, Ungläubiger Thomas, Fragmente der Anbetung der Könige und Kreuzigung, die Kreuzigung ist mit 1619 bezeichnet. Barocke Deckenmedaillons malte Joachim Mader (1741), mit der Darstellung von Hatting mit Madonna und Heiligen, Marter des hl. Kassian, Dreifaltigkeit, Maria und Josef. In einzelnen Stichkappen befinden sich Reste von barocken Fresken.

## Ausstattung
Der Hochaltar schuf Luis Höfer (1958). Der Altar in der Seitenkapelle zeigt das Bild Mariahilf und trägt die Statuen Hll. Joachim und Anna und im Auszug die Schnitzfigur Gottvater. Die Schnitzfigur Pietà ist aus der ersten Hälfte des 17. Jahrhunderts. Es gibt barocke Statuetten der Vier Kirchenväter aus dem dritten Viertel des 18. Jahrhunderts. Ein Grabstein nennt 1781.
Die Orgel von Franz Weber wurde 1870 verändert.